# 1877 Marsden
1877 Marsden (1971 FC) là một tiểu hành tinh nằm phía ngoài của vành đai chính được phát hiện ngày 24 tháng 3 năm 1971 bởi C. J. Van Houten ở Palomar.